# ロザリオ・プレストピーノ
ロザリオ・プレストピーノ（Rosario Prestopino, 1950年12月18日 – 2008年5月13日) は、イタリア共和国カンパニア州ナポリ出身のメイクアップアーティスト、特殊メイクアーティスト、特殊効果技師である。

## 人物
主にイタリアで製作されたホラー映画の特殊メイクで知られる。ジャンネット・デ・ロッシやマウリツィオ・トラーニのアシスタントを経て、カルト映画として一部に熱狂的なマニアを持つアンドレア・ビアンキ監督の『ゾンビ3』（1981）でメイクアップ及び特殊メイクアーティストとして独立。その後は1980年代のダリオ・アルジェント作品を中心に特殊メイクを担当した。
息子のディエゴ・プレストピーノ（Diego Prestopino）もメイクアップアーティストとして、ジュゼッペ・トルナトーレやアベル・フェラーラなどの映画で活躍している。

## 略歴
1950年ナポリ生まれ。
1976年頃からイタリア映画のヘアスタイリストやメイクアップ・アシスタントとしてクレジットされている。1977年にはディーノ・リージ監督のコメディ″La stanza del vescovo″(1977)でニーロ・ヤコポーニ（Nilo Jacoponi）のアシスタントを担当。また、この時期にファブリツィオ・スフォルツァ（Fabrizio Sforza）のアシスタントも経験している。
1979年、ルチオ・フルチ監督作品『サンゲリア』(1979)のメイクアップ班に参加。ジャンネット・デ・ロッシとマウリツィオ・トラーニのアシスタントとしてゾンビの特殊メイクの応援に付いた。
その後、ルチオ・フルチ監督作品の特殊メイク・チームに続けてアシスタントとして参加。『地獄の門』(1980)ではフランコ・ルフィーニ（Franco Rufini）のアシスタントを担当する。当初フルチは『サンゲリア』で組んだジャンネット・デ・ロッシの続投を希望したが、製作会社の都合でホラー映画の経験がないルフィーニが起用された。『サンゲリア』の特殊メイクチームからはアシスタントのプレストピーノのみが続投となった。
続く『ルチオ・フルチの恐怖!黒猫』(1981)と『未来帝国ローマ』(1983)ではフランコ・ディ・ジローラモ（Franco di Girolamo）のアシスタントを担当。『ザ・リッパー』(1982)では大規模なメイクアップ・チームが編成され、マウリツィオ・トラーニ、フランコ・ディ・ジローラモ、後にアカデミー賞を受賞するマンリオ・ロッケッティ及びその弟ルイージ・ロッケッティ（Luigi Rocchetti）とともに特殊メイクを手がけた。
フルチ監督作品以外ではマリーノ・ジローラミ（Marino Girolami）監督の『人間解剖島/ドクター・ブッチャー』(1980)で、マウリツィオ・トラーニのアシスタントを担当する。
1980年にはオーストラリア映画『パトリック』(1978)の続編を勝手に謳ったイタリア映画″Patrick vive ancora″(1980)の特殊メイクを、ヴィンチェンツォ・ナポリ（Vincenzo Napoli）とともに手がける。
1981年にはアンドレア・ビアンキ（Andrea Bianchi）監督作品『ゾンビ3』(1981)の特殊メイクを、アシスタントではなく単独で担当。『地獄の門』で組んだ特殊効果技師のジーノ・デ・ロッシ（Gino de Rossi）と協力しながらゾンビのマスクを制作。殺人シーンの特殊メイクも手がける。低予算で製作されたこの作品はその後、カルト映画として一部に熱狂的なマニアを持つようになる。
1985年にはダリオ・アルジェント製作、ランベルト・バーヴァ監督の『デモンズ』(1985)の特殊メイクに参加。特殊メイク班主任のセルジオ・スティヴァレッティに協力して数々のスプラッター・シーンを作り上げた。出演した女優パオラ・コッツォ（Paola Cozzo）のインタビューによると、スティヴァレッティが担当したのは牙や人形の造形であり、デモンズに憑依された顔や手のメイクアップを行ったのはプレストピーノだったという
翌年の『デモンズ2』(1986)ではスティヴァレッティがモンスターの造形・アニマトロニクスなどメカニカルな特殊効果に専念することから、プレストピーノが特殊メイクの主任を勤めた。以降もダリオ・アルジェントのプロデュース作品に参加し、『オペラ座/血の喝采』(1987)、『デモンズ3』(1989)、『デモンズ4』(1990)で特殊メイクを担当する。
1987年には吉川晃司が主演した日伊合作映画『シャタラー』(1987)でメイクアップを担当。
2004年には作家スザンナ・タマーロが監督した映画″Nel mio amore″(2004)でメイクアップを担当。
短編映画″La sceneggiatura″(2006)及び″Amore estremo″(2006)の特殊メイクは息子ディエゴ・プレストピーノとともに担当。ロザリオの死後にローマ国際映画祭など複数の映画祭に出品され、特殊メイク賞を受賞した。
2008年、心臓発作のためローマで死去。享年57。

## フィルモグラフィ

### アシスタント
| 公開年 | 作品名                              | 原題                                   |
| ------ | ----------------------------------- | -------------------------------------- |
| 1977年 | La stanza del vescovo               |                                        |
| 1979年 | 『サンゲリア』                      | Zombi 2                                |
| 1980年 | 『地獄の門』                        | Paura nella città dei morti viventi    |
| 1980年 | 『人間解剖島/ドクター・ブッチャー』 | Zombi Holocaust                        |
| 1981年 | 『ルチオ・フルチの恐怖!黒猫』       | Black Cat (Gatto nero)                 |
| 1982年 | 『ザ・リッパー』                    | Lo squartatore di New York             |
| 1983年 | 『未来帝国ローマ』                  | I guerrieri dell'anno 2072             |
| 1985年 | 『コロンブス/大いなる生涯』         | Cristoforo Colombo                     |
| 1985年 | 『食人族VS首刈族』                  | Schiave bianche, violenza in Amazzonia |

### 特殊メイク及びメイクアップ
| 公開年 | 作品名                                      | 原題                             |
| ------ | ------------------------------------------- | -------------------------------- |
| 1980年 | Patrick vive ancora                         |                                  |
| 1981年 | 『ゾンビ3』                                 | Le notti del terrore             |
| 1982年 | La bimba di Satana                          |                                  |
| 1983年 | 『アイアン・マスター』                      | La guerra del ferro - Ironmaster |
| 1983年 | 『原始人』                                  | Il padrone del mondo             |
| 1985年 | 『デモンズ』                                | Dèmoni                           |
| 1986年 | 『デモンズ2』                               | Dèmoni 2... L'incubo ritorna     |
| 1986年 | 『若妻の匂い』                              | La Bonne                         |
| 1987年 | 『オペラ座/血の喝采』                       | Opera                            |
| 1987年 | 『デモンズ・キラー/美人モデル猟奇連続殺人』 | Le foto di Gioia                 |
| 1987年 | 『グレート・バーバリアン』                  | The Barbarians                   |
| 1987年 | 『シャタラー』                              | Sicilian Connection              |
| 1987年 | 『地獄のミッション』                        | La sporca insegna del coraggio   |
| 1988年 | 『バンパイア 最後の晩餐』                   | A cena col vampiro               |
| 1988年 | 『ダイヤル・ヘルプ』                        | Minaccia d'amore                 |
| 1988年 | 『パガニーニ・ホラー/呪いの旋律』           | Paganini Horror                  |
| 1989年 | 『デモンズ3』                               | La chiesa                        |
| 1989年 | 『デモンズ6』                               | Il gatto nero                    |
| 1990年 | 『ビースト・キッス』                        | Meridian: Kiss of the Beast      |
| 1990年 | 『ミラクル・タイガー/魔界大冒険』           | American Risciò                  |
| 1991年 | 『デモンズ4』                               | La setta                         |
| 1991年 | Il muro di gomma                            |                                  |
| 1998年 | 『レッド・バイオリン』                      | Le violon rouge                  |
| 2000年 | 『真夜中の銃声』                            | Up at the Villa                  |
| 2000年 | Zora la vampira                             |                                  |
| 2001年 | 『抹殺者』                                  | The Body                         |
| 2004年 | Nel mio amore                               |                                  |
| 2006年 | La sceneggiatura                            |                                  |
| 2006年 | Amore estremo                               |                                  |